# Copa Confederación de la CAF 2016
La Copa Confederación de la CAF 2016 fue la 13.ª edición del segundo torneo de fútbol a nivel de clubes más importante de África organizado por la CAF. El ganador participará en la Supercopa de la CAF 2017. Étoile du Sahel de Túnez fueron los campeones defensores y después de la calificación para la Liga de Campeones de la CAF 2016, entraron en la Copa Confederación de la CAF 2016 tras perder en la segunda ronda de la Liga de Campeones, pero fueron eliminados en semifinales.

## Distribución de Equipos
Los 56 CAF asociaciones miembros pueden entrar en la Copa Confederación de la CAF, donde los 12 miembros más fuertes según el ranking de la CAF tienen derecho a enviar dos equipos al torneo. Como resultado, en teoría, un máximo de 69 equipos podría entrar en el torneo (además de ocho equipos eliminados de la Liga de Campeones de la CAF, que entrar en el play-off redondo - aunque nunca se ha alcanzado este nivel.
Para la Copa Confederación de la CAF 2016, la CAF utiliza el ranking de 2010-2014, que calcula los puntos para cada asociación participante en función del rendimiento de sus clubes durante esos 5 años en la Liga de Campeones de la CAF y Copa Confederación de la CAF. Los criterios de los puntos fueron los siguientes:

## Sistema de Clasificación
|                      | Liga de Campeones de la CAF | Copa Confederación de la CAF |
| -------------------- | --------------------------- | ---------------------------- |
| Campeón              | 5 pts                       | 4 pts                        |
| Finalista            | 4 pts                       | 3 pts                        |
| Semi-finalistas      | 3 pts                       | 2 pts                        |
| 3º en Fase de grupos | 2 pts                       | 1 pt                         |
| 4º en Fase de grupos | 1 pt                        | 1 pt                         |

Los puntos se multiplican por el coeficiente según el año así:
- 2014 – 5
- 2013 – 4
- 2012 – 3
- 2011 – 2
- 2010 – 1

## Calendario
| Fase                | Ronda            | Partido de ida           | Partido de vuelta        |
| ------------------- | ---------------- | ------------------------ | ------------------------ |
| Clasificatoria      | Ronda Preliminar | 12–14 de febrero de 2016 | 26-28 de febrero de 2016 |
| Clasificatoria      | Primera ronda    | 11–13 de marzo de 2016   | 18–20 de marzo de 2016   |
| Clasificatoria      | Segunda ronda    | 8–10 de abril de 2016    | 19–20 de abril de 2016   |
| Clasificatoria      | Ronda Play-off   | 6–8 de mayo de 2016      | 17–18 de mayo de 2016    |
| Fase de grupos      | Partido 1        | 17-19 de junio           | 17-19 de junio           |
| Fase de grupos      | Partido 2        | 28-29 de junio           | 28-29 de junio           |
| Fase de grupos      | Partido 3        | 15-17 de julio           | 15-17 de julio           |
| Fase de grupos      | Partido 4        | 26-27 de julio           | 26-27 de julio           |
| Fase de grupos      | Partido 5        | 12-14 de agosto          | 12-14 de agosto          |
| Fase de grupos      | Partido 6        | 23-24 de agosto          | 23-24 de agosto          |
| Fase de Eliminación | Semifinales      | 16-18 de septiembre      | 23-25 de septiembre      |
| Fase de Eliminación | Final            | 28-30 de octubre         | 4-6 de noviembre         |

## Fase de Clasificación

### Ronda Preliminar
| Equipo 1          | Agr.                | Equipo 2               | Ida   | Vuelta |
| ----------------- | ------------------- | ---------------------- | ----- | ------ |
| Vita Club Mokanda | 1 - 1 (6-5 p)       | Akwa United            | 0 - 1 | 1 - 0  |
| Police            | 4 - 3               | Atlabara FC            | 3 - 1 | 1 - 2  |
| Sagrada Esperança | 3 - 2               | Ajax Cape Town         | 1 - 2 | 2 - 0  |
| Wallidan FC       | w.o.1               | MC Oran                | -     | -      |
| SC Gagnoa         | 2 - 0               | USFAS Bamako           | 2 - 0 | 0 - 0  |
| KAC Marrakech     | 3 - 3 (5-4 p)       | US Forces Armées       | 3 - 0 | 0 - 3  |
| Light Stars FC    | 0 - 9               | Bidvest Wits           | 0 - 3 | 0 - 6  |
| Renaissance FC    | 3 - 2               | New Star de Douala     | 1 - 0 | 2 - 2  |
| Harare City FC    | 6 - 3               | AS Adema               | 3 - 2 | 3 - 1  |
| AS Bakaridjan     | 2 - 2 (3-4 p)       | Stade Gabésien         | 1 - 1 | 1 - 1  |
| Nasarawa United   | 2 - 1               | Génération Foot        | 2 - 1 | 0 - 0  |
| Defence Force SC  | 1 - 6               | Misr El Makasa         | 1 - 3 | 0 - 3  |
| Saint Eloi Lupopo | 3 - 1               | Bandari FC             | 2 - 0 | 1 - 1  |
| Al Ittihad        | 5 - 4               | AS SONIDEP             | 4 - 1 | 1 - 3  |
| UMS de Loum       | 0 - 0 (2-4 p) w.o.2 | Deportivo Mongomo      | 0 - 0 | 0 - 0  |
| Al-Khartoum SC    | 0 - 2               | Villa SC               | 0 - 1 | 0 - 1  |
| JKU FC            | w.o.3               | Gaborone United        | -     | -      |
| Fomboni FC        | 1 - 2               | Athlético Olympic      | 1 - 0 | 0 - 2  |
| Diables Noirs     | 2 - 4               | Africa Sports National | 1 - 2 | 1 - 2  |

1- Wallidan FC se retiró del torneo.
2- La CAF anunció que el 2 de marzo de 2016 que UMS de Loum gana por walkover después que Deportivo Mongomo fue descalificado por alinear a un jugador inelegible.
3- Gaborone United se retiró del torneo.

### Primera ronda
| Equipo 1               | Agr.    | Equipo 2        | Ida   | Vuelta |
| ---------------------- | ------- | --------------- | ----- | ------ |
| Vita Club Mokanda      | 1 - 0   | Police FC       | 0 - 0 | 1 - 0  |
| Sagrada Esperança      | 1 - 0   | Liga Muçulmana  | 1 - 0 | 0 - 0  |
| MC Oran                | 4 - 2   | SC Gagnoa       | 2 - 0 | 2 - 2  |
| Kawkab Marrakech       | 3 - 2   | BYC II          | 3 - 0 | 0- 2   |
| Bidvest Wits           | 3 - 7   | Azam FC         | 0 - 3 | 3 - 4  |
| Renaissance FC         | 0 - 7   | Espérance Tunis | 0 - 2 | 0 - 5  |
| Harare City FC         | 2 - 5   | Zanaco FC       | 1 - 2 | 1 - 3  |
| Stade Gabésien         | 2 - 1   | AS Kaloum Star  | 2 - 1 | 0 - 0  |
| Nasarawa United        | 2 - 4   | CS Constantine  | 1 - 0 | 1 - 4  |
| Misr El Makasa         | 3 - 2   | CS Don Bosco    | 3 - 1 | 0 - 1  |
| Saint Eloi Lupopo      | 2 - 2 v | Al-Ahly Shendi  | 2 - 1 | 0 - 1  |
| Al Ittihad Trípoli     | 1 - 2   | Medeama SC      | 1 - 0 | 0 - 2  |
| UMS de Loum            | 2 - 3   | FUS de Rabat    | 1 - 1 | 1 - 2  |
| Villa SC               | 5 - 0   | JKU FC          | 4 - 0 | 1 - 0  |
| Athlético Olympic      | 0 - 5   | CF Mounana      | 0 - 2 | 0 - 3  |
| Africa Sports National | 1 - 6   | ENPPI Club      | 0 - 2 | 1 - 4  |

### Segunda ronda
| Equipo 1          | Agr.          | Equipo 2          | Ida   | Vuelta |
| ----------------- | ------------- | ----------------- | ----- | ------ |
| Vita Club Mokanda | 1 - 4         | Sagrada Esperança | 1 - 2 | 0 - 2  |
| MC Oran           | 0 - 1         | Kawkab Marrakech  | 0 - 0 | 0 - 1  |
| Azam FC           | 2 - 4         | Espérance Tunis   | 2 - 1 | 0 - 3  |
| Zanaco FC         | 1 - 4         | Stade Gabésien    | 1 - 1 | 0 - 3  |
| CS Constantine    | 2 - 3         | Misr El Makasa    | 1 - 0 | 1 - 3  |
| Al-Ahly Shendi    | 0 - 2         | Medeama SC        | 0 - 0 | 0 - 2  |
| FUS de Rabat      | 7 - 1         | Villa SC          | 7 - 0 | 0 - 1  |
| CF Mounana        | 2 - 2 (5-4 p) | ENPPI Club        | 2 - 0 | 0 - 2  |

### Play-Off
El sorteo de la ronda de play-off se llevó a cabo el 21 de abril de 2016.. En esta ronda se enfrentan los ocho ganadores de la ronda anterior y los ocho equipos eliminados de la segunda ronda de la Liga de Campeones de la CAF 2016.
| Copa Confederaciones - FUS Rabat - Kawkab Marrakech - Stade Gabésien - Espérance de Tunis | - Sagrada Esperança - Misr El Makasa - Medeama - Mounana |

| Liga de Campeones - Stade Malien - MO Béjaïa - Al-Merreikh - Mamelodi Sundowns | - Mazembe - Etoile du Sahel - Young Africans - Al-Ahly Trípoli |

| Equipo 1          | Agr.       | Equipo 2           | Ida   | Vuelta |
| ----------------- | ---------- | ------------------ | ----- | ------ |
| MO Béjaïa         | (v.) 1 - 1 | Espérance de Tunis | 0 - 0 | 1 - 1  |
| Stade Malien      | 0 - 4      | FUS de Rabat       | 0 - 0 | 0 - 4  |
| Etoile du Sahel   | 2 - 1      | CF Mounana         | 2 - 0 | 0 - 1  |
| Mazembe           | (v) 2 - 2  | Stade Gabésien     | 1 - 0 | 1 - 2  |
| Al-Ahly Trípoli   | (v.) 1 - 1 | Misr El Makasa     | 0 - 0 | 1 - 1  |
| Al-Merreikh       | 1 - 2      | Kawkab Marrakech   | 1 - 0 | 0 - 2  |
| Young Africans    | 2 - 1      | Sagrada Esperança  | 2 - 0 | 0 - 1  |
| Mamelodi Sundowns | 3 - 3 (v.) | Medeama            | 3 - 1 | 0 - 2  |

## Fase de grupos
El sorteo de la fase de grupos se llevó a cabo el 24 de mayo de 2016. Los ocho equipos que se distribuyen en dos grupos de cuatro. Cada grupo se juega en una casa de ida y vuelta todos contra todos base. La ganadores y subcampeones de cada grupo avanzan a las semifinales.

### Grupo A
| Pos. | Equipo             | Pts. | PJ | G | E | P | GF | GC | Dif. | Clasificación |
| ---- | ------------------ | ---- | -- | - | - | - | -- | -- | ---- | ------------- |
| 1    | TP Mazembe         | 13   | 6  | 4 | 1 | 1 | 10 | 5  | +5   | Semifinales   |
| 2    | MO Béjaïa          | 8    | 6  | 2 | 2 | 2 | 2  | 2  | 0    | Semifinales   |
| 3    | Medeama (E)        | 8    | 6  | 2 | 2 | 2 | 8  | 8  | 0    |               |
| 4    | Young Africans (E) | 4    | 6  | 1 | 1 | 4 | 4  | 9  | −5   |               |

 Fuente: CAF
Criterios de clasificación: 
| 19 de junio de 2016 | TP Mazembe                     | 3–1     | Medeama    | Stade TP Mazembe, Lubumbashi, RD Congo    |                                           |
|                     | Kalaba 16' 69' · Coulibaly 45' | Reporte | Akowuah 2' | Árbitro(s): Bernard Camille ( Seychelles) | Árbitro(s): Bernard Camille ( Seychelles) |

| 19 de junio de 2016 | MO Béjaïa | 1–0     | Young Africans | Stade de l'Unité Maghrébine, Béjaïa, Argelia |                                             |
|                     | Salhi 20' | Reporte |                | Árbitro(s): Bouchaïb El Ahrach ( Marruecos)  | Árbitro(s): Bouchaïb El Ahrach ( Marruecos) |

| 28 de junio de 2016 | Young Africans | 0–1     | TP Mazembe | National Stadium, Dar es Salaam, Tanzania |                                     |
|                     |                | Reporte | Bokadi 73' | Árbitro(s): Janny Sikazwe ( Zambia)       | Árbitro(s): Janny Sikazwe ( Zambia) |

| 29 de junio de 2016 | Medeama | 0–0     | MO Béjaïa | Sekondi-Takoradi Stadium, Sekondi-Takoradi, Ghana |                                         |
|                     |         | Reporte |           | Árbitro(s): Daniel Bennett ( Sudáfrica)           | Árbitro(s): Daniel Bennett ( Sudáfrica) |

| 16 de julio de 2016 | Young Africans | 1–1     | Medeama   | National Stadium, Dar es Salaam, Tanzania |                                           |
|                     | Ngoma 2'       | Reporte | Ofori 17' | Árbitro(s): Ibrahim Nour El Din ( Egipto) | Árbitro(s): Ibrahim Nour El Din ( Egipto) |

| 17 de julio de 2016 | MO Béjaïa | 0–0     | TP Mazembe | Stade de l'Unité Maghrébine, Béjaïa, Argelia |                                      |
|                     |           | Reporte |            | Árbitro(s): Joshua Bondo ( Botsuana)         | Árbitro(s): Joshua Bondo ( Botsuana) |

| 26 de julio de 2016 | Medeama                     | 3–1     | Young Africans   | Sekondi-Takoradi Stadium, Sekondi-Takoradi, Ghana |                                         |
|                     | Amoah 7' · Mohammed 22' 36' | Reporte | Msuva 24' (pen.) | Árbitro(s): Rédouane Jiyed ( Marruecos)           | Árbitro(s): Rédouane Jiyed ( Marruecos) |

| 27 de julio de 2016 | TP Mazembe | 1–0     | MO Béjaïa | Stade TP Mazembe, Lubumbashi, RD Congo  |                                         |
|                     | Kalaba 61' | Reporte |           | Árbitro(s): Eric Otogo-Castane ( Gabón) | Árbitro(s): Eric Otogo-Castane ( Gabón) |

| 13 de agosto de 2016 | Young Africans | 1–0     | MO Béjaïa | National Stadium, Dar es Salaam, Tanzania    |                                              |
|                      | Tambwe 3'      | Reporte |           | Árbitro(s): Bamlak Tessema Weyesa ( Etiopía) | Árbitro(s): Bamlak Tessema Weyesa ( Etiopía) |

| 14 de agosto de 2016 | Medeama                                      | 3–2     | TP Mazembe               | Sekondi-Takoradi Stadium, Sekondi-Takoradi, Ghana |                                    |
|                      | Agyei 32' · Sarpong 59' (pen.) · Donsu 90+4' | Reporte | Bolingi 61' · Kalaba 72' | Árbitro(s): Davies Omweno ( Kenia)                | Árbitro(s): Davies Omweno ( Kenia) |

| 23 de agosto de 2016 | TP Mazembe                   | 3–1     | Young Africans | Stade TP Mazembe, Lubumbashi, RD Congo           |                                                  |
|                      | Bolingi 28' · Kalaba 55' 63' | Reporte | Tambwe 75'     | Árbitro(s): Hélder Martins de Carvalho ( Angola) | Árbitro(s): Hélder Martins de Carvalho ( Angola) |

| 23 de agosto de 2016 | MO Béjaïa      | 1–0     | Medeama | Stade de l'Unité Maghrébine, Béjaïa, Argelia |                                         |
|                      | Betorangal 53' | Reporte |         | Árbitro(s): Maguette N'Diaye ( Senegal)      | Árbitro(s): Maguette N'Diaye ( Senegal) |

### Grupo B
| Pos. | Equipo               | Pts. | PJ | G | E | P | GF | GC | Dif. | Clasificación |
| ---- | -------------------- | ---- | -- | - | - | - | -- | -- | ---- | ------------- |
| 1    | FUS Rabat            | 12   | 6  | 3 | 3 | 0 | 9  | 4  | +5   | Semifinales   |
| 2    | Étoile du Sahel      | 11   | 6  | 3 | 2 | 1 | 9  | 4  | +5   | Semifinales   |
| 3    | Kawkab Marrakech (E) | 7    | 6  | 2 | 1 | 3 | 9  | 13 | −4   |               |
| 4    | Al-Ahli (E)          | 2    | 6  | 0 | 2 | 4 | 4  | 10 | −6   |               |

 Fuente: CAF
Criterios de clasificación: 

Nota: Los partidos de local del Al-Ahli Tripoli se jugaron fuera de Libia por problemas de seguridad.

| 17 de junio de 2016 | Kawkab Marrakech        | 2–1     | Étoile du Sahel   | Stade de Marrakech, Marrakech, Marruecos     |                                              |
|                     | Kouyaté 74' · Amimi 86' | Reporte | Lahmar 61' (pen.) | Árbitro(s): Denis Dembélé ( Costa de Marfil) | Árbitro(s): Denis Dembélé ( Costa de Marfil) |

| 19 de junio de 2016 | FUS Rabat  | 1–0     | Al-Ahli Tripoli | Stade de FUS, Rabat, Marruecos         |                                        |
|                     | Nahiri 47' | Reporte |                 | Árbitro(s): Malang Diedhiou ( Senegal) | Árbitro(s): Malang Diedhiou ( Senegal) |

| 28 de junio de 2016 | Al-Ahli Tripoli       | 1–2     | Kawkab Marrakech                        | Stade Chedli Zouiten, Tunisia, Túnez   |                                        |
|                     | Al Ghanodi 38' (pen.) | Reporte | El Fakih 34' (pen.) · Luiz Jeferson 65' | Árbitro(s): Mohamed Benouza ( Argelia) | Árbitro(s): Mohamed Benouza ( Argelia) |

| 29 de junio de 2016 | Étoile du Sahel | 1–1     | FUS Rabat      | Stade Olympique de Sousse, Sousse, Túnez |                                    |
|                     | Akaïchi 3'      | Reporte | Benjelloun 68' | Árbitro(s): Gehad Grisha ( Egipto)       | Árbitro(s): Gehad Grisha ( Egipto) |

| 15 de julio de 2016 | Kawkab Marrakech      | 1–3     | FUS Rabat                                           | Stade de Marrakech, Marrakech, Marruecos |                                     |
|                     | El Fakih 45+2' (pen.) | Reporte | El Gnaoui 22' (pen.) · Benjelloun 48' · Fouzair 67' | Árbitro(s): Joseph Lamptey ( Ghana)      | Árbitro(s): Joseph Lamptey ( Ghana) |

| 16 de julio de 2016 | Étoile du Sahel              | 3–0     | Al-Ahli Tripoli | Stade Olympique de Sousse, Sousse, Túnez |                                    |
|                     | Brigui 58' 68' · Akaïchi 78' | Reporte |                 | Árbitro(s): Sidi Alioum ( Camerún)       | Árbitro(s): Sidi Alioum ( Camerún) |

| 26 de julio de 2016 | Al-Ahli Tripoli | 0–1     | Étoile du Sahel | Stade Chedli Zouiten, Tunisia, Túnez  |                                       |
|                     |                 | Reporte | Akaïchi 69'     | Árbitro(s): Victor Gomes ( Sudáfrica) | Árbitro(s): Victor Gomes ( Sudáfrica) |

| 27 de julio de 2016 | FUS Rabat                    | 3–1     | Kawkab Marrakech | Stade de FUS, Rabat, Marruecos |                              |
|                     | Nahiri 6' 8' · El Bassil 17' | Reporte | Sekkat 90+4'     | Árbitro(s): El Fadil Mohamed   | Árbitro(s): El Fadil Mohamed |

| 12 de agosto de 2016 | Al-Ahli Tripoli | 1–1     | FUS Rabat | Stade Chedli Zouiten, Tunisia, Túnez |                                     |
|                      | Al Laafi 74'    | Reporte | Njie 63'  | Árbitro(s): Janny Sikazwe ( Zambia)  | Árbitro(s): Janny Sikazwe ( Zambia) |

| 12 de agosto de 2016 | Étoile du Sahel             | 3–1     | Kawkab Marrakech | Stade Olympique de Sousse, Sousse, Túnez |                                     |
|                      | Msakni 15' 46' · Lahmar 19' | Reporte | Chagou 61'       | Árbitro(s): Mahamadou Keita ( Mali)      | Árbitro(s): Mahamadou Keita ( Mali) |

| 23 de agosto de 2016 | FUS Rabat | 0–0     | Étoile du Sahel | Stade de FUS, Rabat, Marruecos          |                                         |
|                      |           | Reporte |                 | Árbitro(s): Eric Otogo-Castane ( Gabón) | Árbitro(s): Eric Otogo-Castane ( Gabón) |

| 24 de agosto de 2016 | Kawkab Marrakech              | 2–2     | Al-Ahli Tripoli              | Stade de Marrakech, Marrakech, Marruecos |                                      |
|                      | Amimi 36' · Chagou 62' (pen.) | Reporte | Mohamed 38' (pen.) · Ali 47' | Árbitro(s): Mahmoud Ashour ( Egipto)     | Árbitro(s): Mahmoud Ashour ( Egipto) |

## Semifinales
Etoile du Sahel - TP Mazembe
| 17 de septiembre de 2016 | Etoile du Sahel  | 1:1 (1:0) | TP Mazembe       | Stade Olympique de Sousse, Sousse |                              |
|                          | Lahmar Hamza 20' | Reporte   | Roger Assale 52' | Árbitro(s): El Fadil Mohamed      | Árbitro(s): El Fadil Mohamed |

| 25 de septiembre de 2016 | TP Mazembe | 0:0 (0:0) (Global 1:1) | Etoile du Sahel | Stade TP Mazembe, Lubumbashi |                           |
|                          |            | Reporte                |                 | Árbitro(s): Janny Sikazwe    | Árbitro(s): Janny Sikazwe |

MO Béjaïa - FUS Rabat
| 18 de septiembre de 2016 | MO Béjaïa | 0:0 (0:0) | FUS de Rabat | Stade de l'Unité Maghrébine, Béjaïa |                           |
|                          |           | Reporte   |              | Árbitro(s): Denis Dembélé           | Árbitro(s): Denis Dembélé |

| 25 de septiembre de 2016 | FUS de Rabat       | 1:1 (0:0) (Global 1:1) | MO Béjaïa        | Estadio Moulay Abdellah, Rabat |                            |
|                          | Mohamed Nahiri 74' | Reporte                | Faouzi Rahal 90' | Árbitro(s): Bakary Gassama     | Árbitro(s): Bakary Gassama |

## Final
MO Béjaïa - TP Mazembe
| 29 de octubre de 2016 | MO Béjaïa | 1:1 | TP Mazembe         | Stade Mustapha Tchaker, Blida                               |                                                             |
|                       | Yaya 66'  |     | Bolingi 43' (pen.) | Asistencia: 30,000 espectadores Árbitro(s): Bernard Camille | Asistencia: 30,000 espectadores Árbitro(s): Bernard Camille |

| 6 de noviembre de 2016 | TP Mazembe                               | 4:1 (Global 5:2) | MO Béjaïa  | Stade TP Mazembe, Lubumbashi                                |                                                             |
|                        | Bokadi 7' · Kalaba 44' 62' · Bolingi 77' |                  | Khadir 75' | Asistencia: 18,000 espectadores Árbitro(s): Malang Diedhiou | Asistencia: 18,000 espectadores Árbitro(s): Malang Diedhiou |

## Campeón
|                                            |
| Bandera de República Democrática del Congo |
| Campeón TP Mazembe                         |
| 1.° título                                 |